# TTN-AS1
TTN-AS1 (TTN antisense RNA 1) és un gen d'ARN classificat com a ARN llarg no codificant (lncRNA). Està localitzat al braç llarg (q) del cromosoma 2, específicament a la posició 2q31.2. El gen TTN-AS1 està relacionat amb la proteïna titina (TTN), ja que es transcriu en sentit oposat al gen TTN, que és el responsable de codificar-la. Aquesta disposició en el genoma permet que TTN-AS1 tingui una funció reguladora sobre TTN. 
El TTN-AS1 desregulat, és a dir, amb nivells o activitat anormals, té efectes prooncogènics en diversos tipus de càncer,  promovent la iniciació de tumors, afavorint la proliferació de cèl·lules canceroses i estimulant l'angiogènesi. La sobreexpressió de TTN-AS1 es correlaciona amb una evolució desfavorable de diversos càncers, com el càncer de pulmó, de mama, de pàncrees, entre d'altres.

## Interacció de TTN amb TTN-AS1

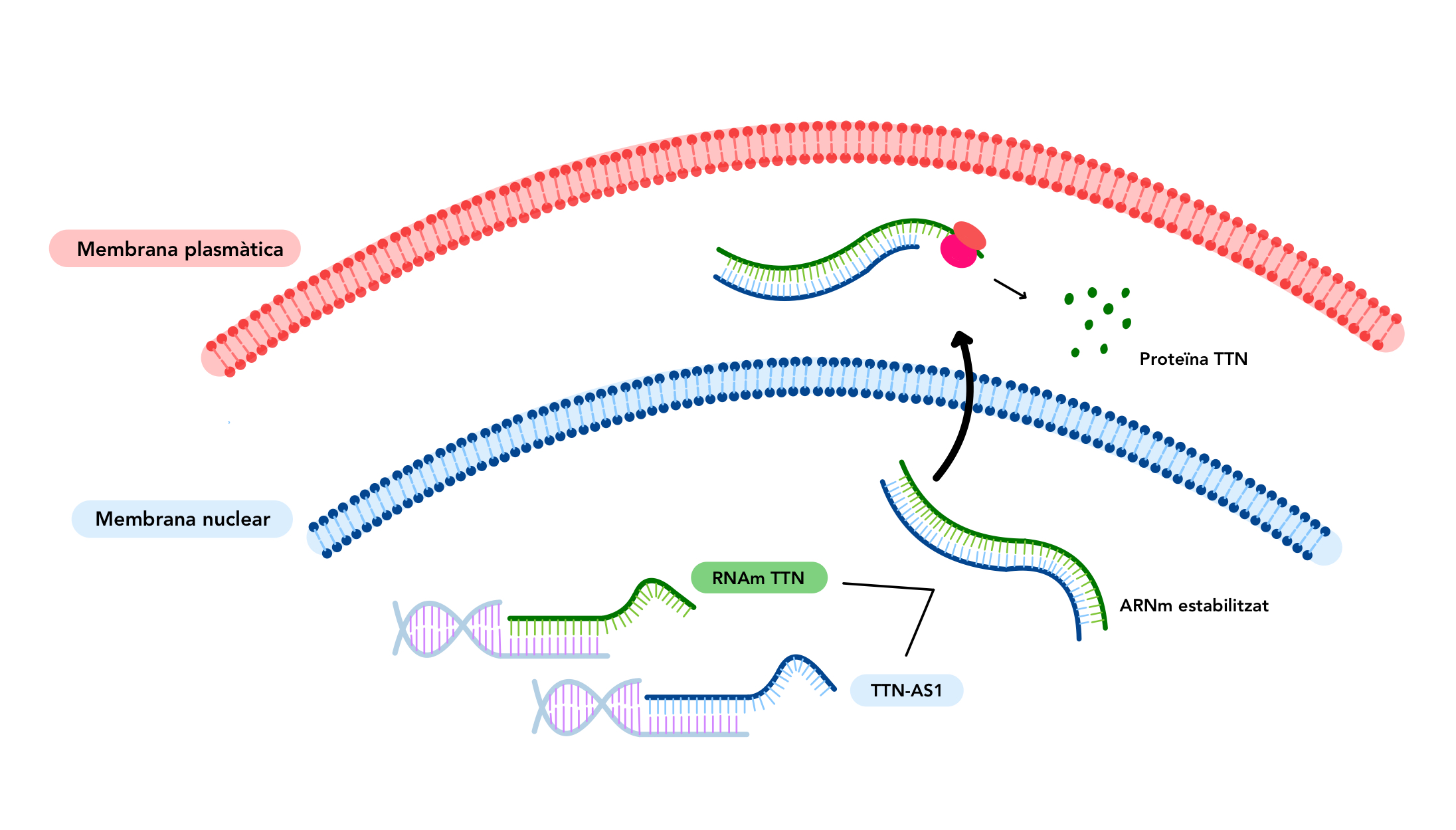
Font pròpia. Paper del TTN-AS1 en l'estabilització i traducció de l'ARNm del gen TTN per a la síntesi de la seva proteïna.

El gen TTN codifica per una proteïna essencial en les cèl·lules musculars, però per produir aquesta proteïna de manera eficient és crucial la intervenció de TTN-AS1. Aquest lncRNA, tot i no codificar per cap proteïna, juga un paper regulador clau en el procés.
Primer, el gen TTN es transcriu a ARNm dins del nucli de la cèl·lula, generant una molècula que transporta la informació genètica necessària per a la producció de la proteïna TTN. En aquest punt, TTN-AS1 s’uneix a l'ARNm de TTN per estabilitzar-lo, protegint-lo de la degradació prematura. Aquesta estabilització és fonamental, ja que permet que l'ARNm surti del nucli de forma intacta i pugui ser traduït en proteïna més endavant.
Una vegada l'ARNm de TTN arriba al citoplasma de la cèl·lula, s’inicia la seva traducció per produir la proteïna TTN. Aquesta proteïna és necessària per a la funcionalitat i l’estructura muscular, i el seu correcte processament depèn en gran manera de l’estabilització prèvia proporcionada per TTN-AS1.

## Estructura i localització
Pel que fa a la seva estructura, el gen TTN-AS1 té una longitud de més de 1000 nucleòtids i conté 22 exons. No obstant això, a través del procés de tall i empalmament alternatiu i del processament de l’ARN, aquest gen genera un total de 93 isoformes diferents. Cadascuna d'aquestes isoformes o transcrits presenta una estructura específica i una longitud que varia entre els 200 i 700 nucleòtids. Per exemple, el transcrit TTN-AS1-276 inclou 13 exons, mentre que el transcrit TTN-AS1-279 en té només 4.
Pel que fa a la seva localització, TTN-AS1 mostra diferents localitzacions subcel·lulars depenent del tipus cel·lular. En cèl·lules de càncer, com les del melanoma B16F10, el gen TTN-AS1 es localitza principalment al nucli. Quan es troba al nucli, actua principalment en la regulació transcripcional, ja que el TTN-AS1 pot augmentar l'activitat del promotor del seu gen sentit, TTN. En altres tipus de càncer, com les cèl·lules de carcinoma nasofaríngi i de colangiocarcinoma, TTN-AS1 es troba predominantment al citoplasma. Al citoplasma, actua principalment com un ARN competidor endogen, amb diverses funcions, tals com interacció amb microRNAs, la regulació post-transcripcional,  la regulació de l’estabilitat de l’ARNm.
L’expressió de l'ARN missatger del gen TTN-AS1 es produeix en diversos teixits humans segons la informació procedent de diverses bases de dades com ara GTEx, Illumina i BioGPS. Aquests teixits estan classificats en funció dels sistemes al qual pertanyen: immunitari, nerviós, muscular, intern, secretor i reproductiu.
Els nivells d'expressió es presenten en diferents escales destacant variacions d'intensitat entre els teixits. El sistema amb més expressió de TTN-AS1 és el muscular, on destaca el múscul esquelètic i el cor. En la resta de teixits analitzats es mostren nivells més baixos o inexistents d'aquest ARN no codificant.
Els altres sistemes que mostren nivells d'expressió de TTN-AS1 són diversos. En el sistema immunològic, destaca especialment la sang. Pel que fa al sistema nerviós, l'expressió és notable en el nervi tibial i la medul·la espinal. Dins del grup dels teixits interns, sobresurten l'estómac, els pulmons i la melsa. En el sistema secretor, les glàndules amb major expressió són la tiroide, la glàndula salival i la glàndula pituïtària. Finalment, en el sistema reproductiu, l'expressió és predominant en teixits com la pròstata i els testicles.

## Mecanismes moleculars
TTN-AS1 exerceix la seva funció a través de diversos mecanismes moleculars que poden dividir-se en pre-transcripcional i post-transcripcional.

### Mecanismes moleculars pre-transcripcionals

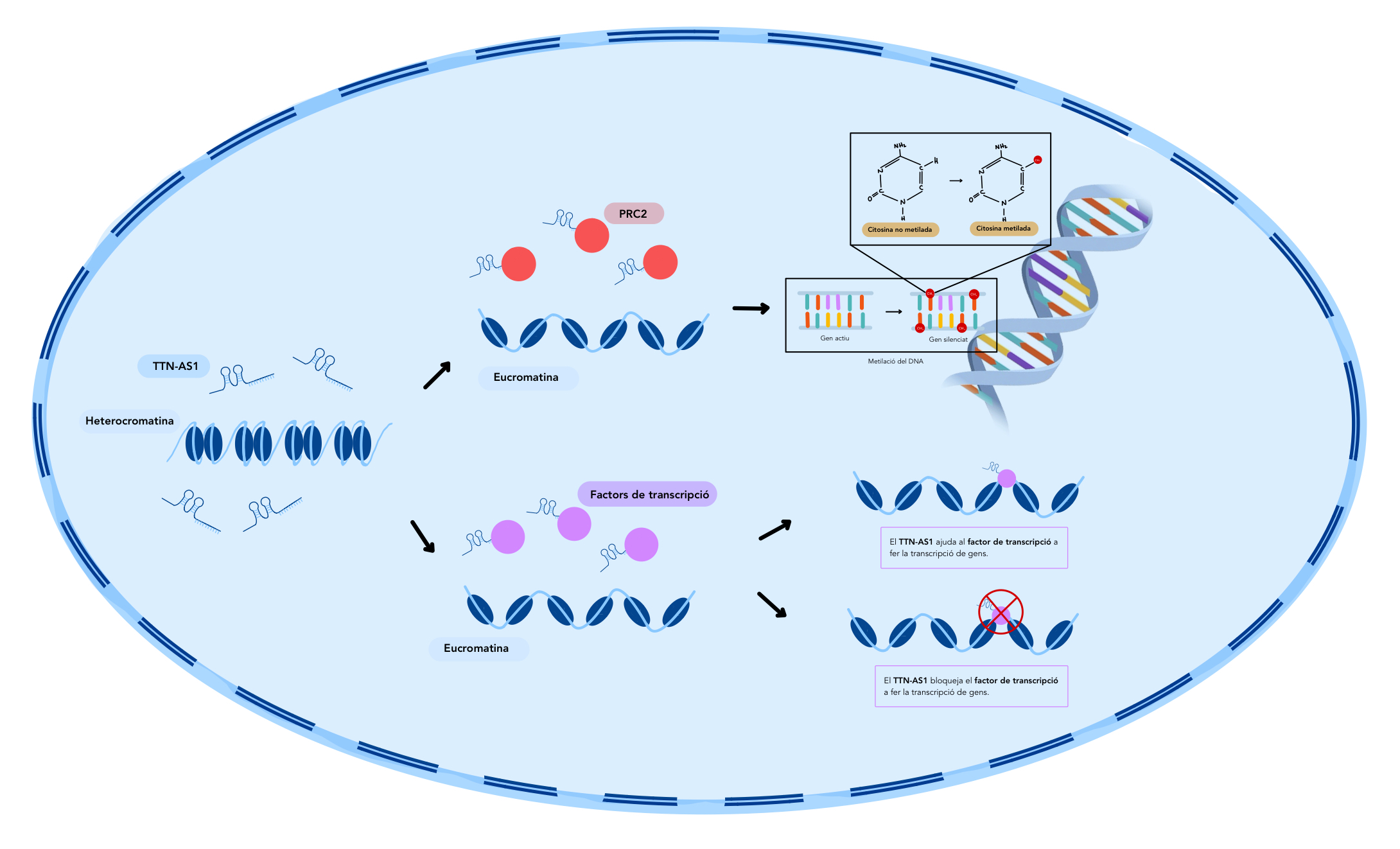
Font pròpia. Representació dels mecanismes moleculars pre-transcripcionals del TTN-AS1.

Aquesta fase inclou processos que ocorren abans que es produeixi la transcripció del gen TTN. TTN-AS1 regula l'expressió dels gens mitjançant canvis en la cromatina i factors de transcripció.
TTN-AS1 interactua amb proteïnes associades a la cromatina, influenciant l'accessibilitat dels gens a la maquinària de transcripció. Aquest mecanisme inclou alteracions de les histones, com la metilació, que modula la compactació de l'ADN dins la cromatina i determina si es pot realitzar o no la transcripció. Quan la cromatina està més desenrotllada (eucromatina), l'ARN polimerasa II pot unir-se a l'ADN i començar a transcriure’l per produir RNA. En canvi, si la cromatina està compactada (heterocromatina), l'accés de l'ARN polimerasa II es veu dificultat i la transcripció es redueix o s'inhibeix.
TTN-AS1 influeix en la metilació de l'ADN, una modificació epigenètica que consisteix en l'addició de grups metil (-CH3) a les citosines, sovint amb l’efecte d'inhibir l'expressió gènica. Aquest mecanisme és possible perquè aquest tipus de lncRNA té la capacitat de reclutar factors de metilació d’histones a través de la seva interacció amb complexos de modificació epigenètica, com el Polycomb Repressive Complex 2 (PRC2). El PRC2 posseeix activitat histona metiltransferasa, permetent la metilació de gens específics. En el context del càncer, TTN-AS1 promou la metilació de regions específiques, com promotors de gens supressors de tumors, contribuint a la proliferació cel·lular incontrolada i a la progressió de la malaltia. De fet, la hipometilació en el lloc d'inici de TTN-AS1 està vinculada a la seva sobreexpressió en cèl·lules canceroses.
A més a més, TTN-AS1 pot unir-se a certs factors de transcripció o cofactors. Els cofactors són molècules que ajuden els factors de transcripció a dur a terme la seva funció de manera efectiva, facilitant la transcripció dels gens. Aquesta unió de TTN-AS1 pot tenir dos efectes, per una  banda, TTN-AS1 pot ajudar els factors de transcripció a unir-se als promotors dels gens que regulen. En facilitar la unió dels factors de transcripció, TTN-AS1 pot incrementar la transcripció d'alguns gens, és a dir, afavorir que aquests gens s'expressin. Per una altra banda, TTN-AS1 pot unir-se a un factor de transcripció i bloquejar el seu accés a l'ADN, impedint que s'uneixi al promotor del gen que vol regular. En conseqüència, el gen no serà transcrit i, per tant, la seva expressió disminuirà o es bloquejarà. En facilitar o bloquejar l'activitat de certs factors de transcripció, TTN-AS1 modula l'expressió de gens específics, coneguts com "gens diana". L'alteració de l'activitat dels factors de transcripció, també modifica l'activació o desactivació de les rutes de senyalització en què aquests factors estan implicats.
Per tant, TTN-AS1 té un control indirecte sobre quins gens s'activen o desactiven dins d'una cèl·lula. La selecció d'aquests gens no és aleatòria, generalment estan relacionats amb funcions cel·lulars importants. Per exemple, TTN-AS1 pot regular gens implicats en la proliferació cel·lular. Si TTN-AS1 promou l'expressió de gens que afavoreixen la divisió cel·lular, pot contribuir al creixement del càncer. També pot regular la supervivència cel·lular, és a dir, la capacitat de les cèl·lules per evitar l'apoptosi. Si TTN-AS1 incrementa l'expressió de gens que impedeixen la mort cel·lular, facilita la supervivència de les cèl·lules canceroses.

### Mecanismes moleculars post-transcripcionals

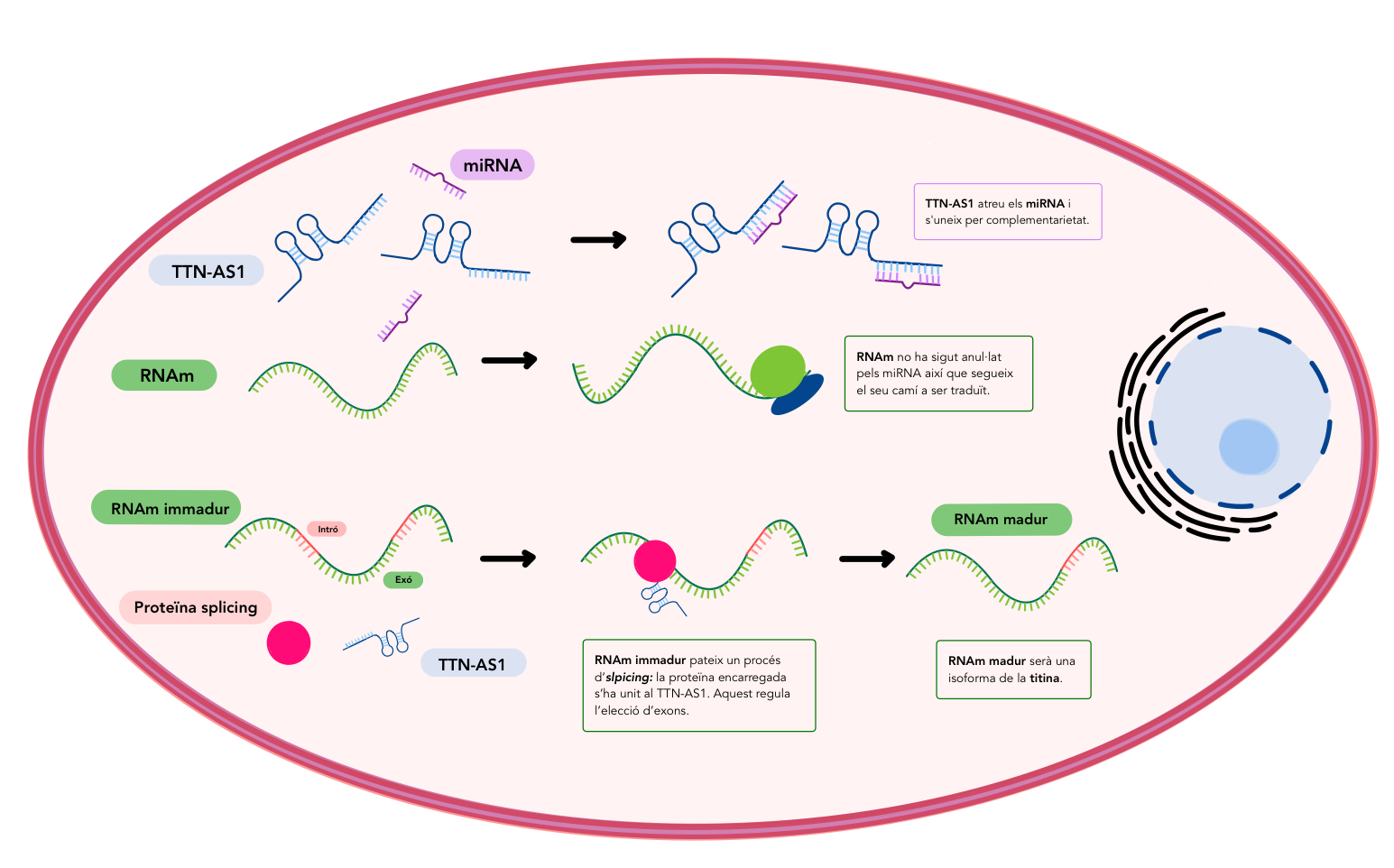
Font pròpia. Representació dels mecanismes moleculars post-transcripcionals del TTN-AS1.

Una vegada s'ha transcrit el gen, TTN-AS1 continua regulant l'expressió del gen TTN i altres processos a través de mecanismes post-transcripcionals.
TTN-AS1 pot actuar com a "esponja" de microRNA (miRNA). Els miRNAs són petites molècules d'ARN que inhibeixen l'expressió dels gens mitjançant la unió a l'ARNm. Aquesta funció consisteix en la capacitat de TTN-AS1 per capturar miRNA específics, evitant que aquests puguin inhibir els seus "ARNm diana". Quan TTN-AS1 interacciona amb un miRNA, li impedeix que aquest reguli altres gens, augmentant així l'expressió d'aquests gens que normalment haurien estat reprimits. Aquest mecanisme és important en la regulació de proteïnes involucrades en la proliferació cel·lular i la resistència a l’apoptosi. En inhibir aquests microARNs, TTN-AS1 permet que els ARNmissatgers de proteïnes en vies oncogèniques (com AKT o components de la via Wnt/β-catenina) es tradueixin en proteïnes actives.
TTN-AS1 també influeix en l'empalmament alternatiu de l'ARN precursor (pre-ARNm). L'empalmament és el procés pel qual els exons i els introns es combinen de manera diferent per generar diferents variants d'ARN madur. TTN-AS1 regula la selecció d'exons en aquest procés, generant diverses isoformes de la proteïna titina amb funcions diferents, afectant així la fisiologia cel·lular i la resposta a l'estrès o malalties com el càncer.
TTN-AS1 també afecta la vida útil de l'ARN de TTN unint-se directament a l'ARNm, modulant-ne l'estabilitat de dues maneres possibles. Per una banda, pot estabilitzar la cadena d'ARN, facilitant-ne l’arribada al ribosoma i evitant una degradació prematura. Per una altra banda, pot desestabilitzar l'ARNm, afavorint-ne la degradació i inhibint la transcripció i formació de TTN. Aquest tipus de regulació afecta directament la quantitat d'ARN disponible per a la traducció en proteïna, un aspecte crucial en malalties com el càncer, on una elevada estabilitat de l'ARN de TTN pot potenciar processos com la migració cel·lular i la invasió.
A més, TTN-AS1 pot unir-se a proteïnes com HuR, formant un complex que s’associa amb l'ARNm per regular-ne l'estabilitat i la traducció. La proteïna HuR, és un factor d'unió a l'ARN que es troba principalment en els nuclis de cèl·lules en proliferació, on actua protegint l'ARNm de la degradació i afavorint-ne l'expressió. Aquest mecanisme és especialment rellevant en el context tumoral, ja que HuR facilita l'expressió de gens implicats en la supervivència i la divisió cel·lular, contribuint així a la progressió del tumor i la metàstasi. La interacció entre TTN-AS1 i HuR, per tant, augmenta l'estabilitat de l'ARNm de TTN en cèl·lules tumorals, afavorint els processos de tumoració i invasió cel·lular.

## Paper en el càncer

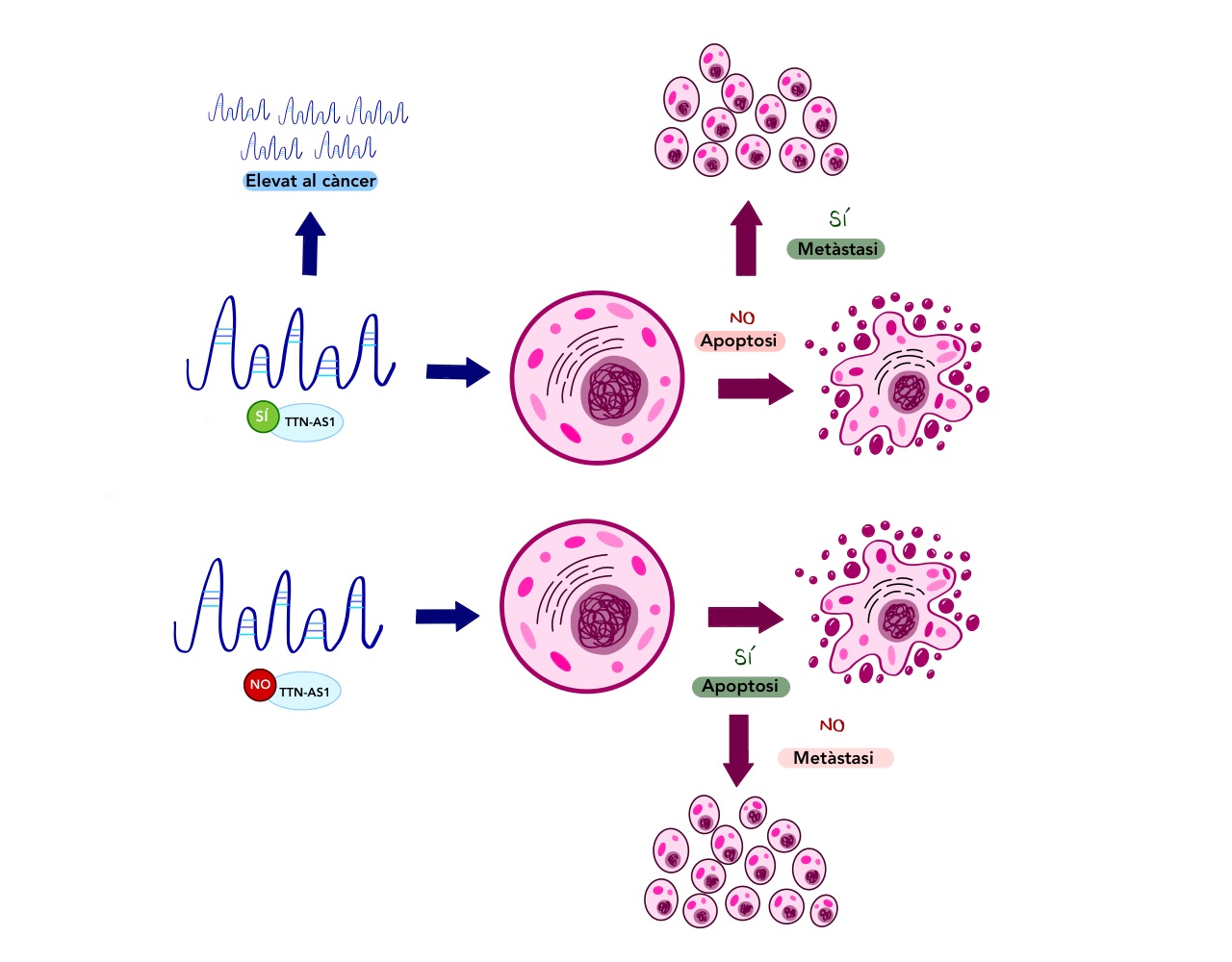
Font pròpia. Efecte de la TTN-AS1 en la metàstasi i l'apoptosi.

El TTN-AS1 té un paper rellevant en la implicació en diversos tipus de càncer i la seva correlació amb un pronòstic desfavorable. En conseqüència, promou la divisió cel·lular i inhibeix l'apoptosi. A causa d'aquestes característiques, TTN-AS1, és classificat com a promotor tumoral i pot trobar-se en quantitats elevades a diversos tipus de càncers.
Actualment, el TTN-AS1 es presenta com un possible biomarcador diagnòstic i pronòstic per a una gran varietat de càncers. A més, es considera un objectiu terapèutic potencial, ja que s’ha demostrat que l’eliminació o el silenciament de TTN-AS1 inhibeix el creixement tumoral i la metàstasi.
Tanmateix, TTN-AS1 ha mostrat resistència a tractaments contra el càncer, com podria ser el cas del tamoxifèn, un fàrmac utilitzat en la teràpia contra el càncer de mama. Aquesta resistència l'obté a través de la modulació del gen miR-107/ZNRF2, i també mitjançant l'estimulació de vies de senyalització intracel·lular involucrades en la regulació del cicle cel·lular, com la PI3K/AKT. Alguns dels càncers on el TTN-AS1 juga un paper destacat són:

### Càncer de mama
La TTN-AS1 elevada ha demostrat un augment de la mida del tumor i en etapes avançades de metàstasi en els ganglis limfàtics. Per una banda, s’ha observat que la unió de TTN-AS1 amb el microARN anomenat miR-524-5p, provoca una expressió elevada del factor de transcripció RRM2 facilitant la invasió tumoral. Per una altra, el fet que la TTN-AS1 atregui al miR-139-5, fomenta la supressió de l’expressió d’aquest microARN. Com a conseqüència, contribueix a l’augment de l’expressió del gen ZEB1, originant la proliferació, invasió, migració cel·lular en la transició epitelial-mesenquimal (EMT).

### Càncer de pulmó
TTN-AS1 està regulat en teixits i cèl·lules associades al càncer pulmonar i es relaciona amb una pitjor supervivència global, la mida del tumor, l’estadi TNM i la metàstasi dels ganglis linfàtics. Facilita la proliferació cel·lular, la migració, la invasió i la transició epitelial-mesenquimal en el càncer de pulmó. TTN-AS1 es connecta directament amb el miR-4677-3p, miR-142-5p i miR-491-5p anul·lant els efectes inhibidors dels microARNs sobre l'adenocarcinoma pulmonar. Així, l'ARN no codificant, provoca l’augment de l’expressió del ZEB1, CDK5 i ZNF503 respectivament, promovent la invasió i la migració de cèl·lules d'adenocarcinoma pulmonar.

### Càncer de pàncrees
TTN-AS1 actua com una "esponja" molecular, atraient miR-133b, i alliberant així l'expressió de l'enzim esqualè epoxidasa (SQLE), un element essencial en la biosíntesi dels esterols. L'expressió elevada de SQLE és un factor observat en nombrosos tumors malignes que contribueix significativament a la proliferació i progressió del càncer de pàncrees. Aquest procés ocorre per mitjà de l'activació de les vies de senyalització intracel·lular ERK i NF-kB, les quals juguen un paper crític en la regulació de la divisió cel·lular i la inflamació associada al tumor.

### Osteosarcoma
TTN-AS1 es troba present i altament expressat en els malalts d'osteosarcoma, sobretot en aquells casos amb un pronòstic poc esperançador. La seva relació amb l'osteosarcoma és deguda al fet que el TTN-AS1 és el responsable de regular el miR-134-5p, que es dirigeix al gen MBTD1, gen molt present en els pacients amb aquest tipus de càncer. Aquest gen és responsable, també, de la supervivència cel·lular i, per tant, activa els mecansimes de divisió cel·lular i inhibeix els de l'apoptosi. La presència de TTN-AS1 estimula la resistència a medicaments i a tractaments. A més, el TTN-AS1 actua com a competidor d'RNA endògen al miR-376a-3p. Això provoca un increment de la malignitat de les cèl·lules osteosacromàtiques in vitro i in vivo alterant la regulació de l'ARNm de Dickkopf-1 (DKK1), present en el metabolisme òssi.

### Melanoma cutani de la pell (SKCM)
Existeix una forta relació entre la presència de TTN-AS1 i les cèl·lules canceroses responsables de desenvolupar melanomes. Uns elevats nivells de TTN-AS1 faciliten la progressió del melanoma augmentant l’expressió de TTN tant a nivell transcripcional com post-transcripcional. A més a més, indueixen l’acumulació de TTN al citoplasma, augmentant l’estabilitat de l'ARNm de TTN, el que induirà a una major transcripció i, per tant, uns nivells encara més elevats tant de TTN com de TTN-AS1. En l'àmbit clínic i diagnòstic, TTN-AS1 actua com a marcador biològic i, simultàniament, com a element diana pel diagnòstic i el tractament del càncer de pell. Cal afegir també que s’ha trobat una relació positiva entre els alts nivells de TTN i TTN-AS1 i els pacients oncològics amb poca supervivència.